# François Xavier Lanthenas
François Xavier Lanthenas, né le 19 avril 1754 au Puy-en-Velay (province du Velay, actuel département de la Haute-Loire), mort à Paris le 13 nivôse an VII (2 janvier 1799), est un médecin et un homme politique de la Révolution française.

## Biographie

### Origines familiales et formation
François Xavier Lanthenas est issu d'une famille de la bourgeoisie marchande. Son père Joseph est marchand cirier. Sa mère est Marie Elisabeth Pons.
Lanthenas réalise ses études au collège du Puy-en-Velay. Durant son apprentissage du commerce, il est envoyé dans le royaume de Naples, où il se lie d'amitié avec Jean-Marie François Merlino, négociant lyonnais en tissus, et avec Jean-Marie Roland de la Platière, qui persuade son père de lui permettre de faire des études de médecine. Lanthenas est reçu docteur en médecine en septembre 1784 à l'université de Reims. Il exerce la médecine à Villefranche-sur-Saône et séjourne à Paris où il fréquente Roland, le fermier général Tronchin, et, à partir de 1787, Jacques-Pierre Brissot, avec qui il fréquente la Société des amis des Noirs. Il fréquente également le Club des jacobins entre 1791 et 1792.

### Mandat à la Convention nationale
En septembre 1792, François-Xavier Lanthenas est élu député à la Convention nationale. Il est désigné par le département de la Haute-Loire, le quatrième sur sept, et par celui du Rhône-et-Loire, le quinzième et dernier. Il opte pour ce dernier département et est remplacé dans la Haute-Loire par Jean-André Barthélémy. 
Lanthenas siège sur les bancs de la Gironde. Lors du procès de Louis XVI, il vote la mort et rejette l'appel au peuple et le sursis à l'exécution. Il vote contre la mise en accusation de Jean-Paul Marat, bien qu'il suggère que l'on « commette des médecins pour examiner si Marat n'est pas réellement atteint de folie et de frénésie ». Il ne prend pas part au scrutin sur le rétablissement de la Commission des Douze.  
Il est dénoncé par les sections de Paris ainsi qu'une vingtaine d'autres députés de la Gironde pour avoir « ouvertement violé la foi de ses commettants », comme Brissot, Guadet ou encore Vergniaud. Il est cependant élargi du décret d'arrestation lors de la journée du 2 juin à la suite d'une intervention de Marat, qui juge que « le docteur Lanthenas est un pauvre d'esprit qui ne mérite pas que l'on s'occupe de lui ». Déjà dans son journal Le Publiciste de la République française, Marat avait balayé l'accusation de la Commune insurrectionnelle contre lui en écrivant que Lanthenas était « trop imbécile pour être mis au nombre des meneurs ». D'après l'historien Michel Pertué, c'est peut-être par égard pour son collègue, tout comme lui médecin, que Marat serait intervenu pour qu'il ne soit pas inquiété. 
En octobre 1792, Lanthenas est élu suppléant au Comité de Constitution et membre du Comité d'instruction publique, dont il sort en octobre 1793. En brumaire an III (octobre 1794), il est élu membre de la Commission des Vingt-et-Un chargée d'examiner la conduite de Jean-Baptiste Carrier, accusé d'être responsable des fusillades et des noyades durant sa mission à Nantes. 

### Mandat au Cinq-Cents et fin de vie
François-Xavier Lanthenas est élu député de l'Ille-et-Vilaine au Conseil des Cinq-Cents le 24 vendémiaire an IV (16 octobre 1795). Il en sort en germinal an V (fin mars-début avril 1795). Il est nommé commissaire du Directoire exécutif  près l'administration municipale du 11ème arrondissement de Paris. Il meurt dans l'indigence alors qu'il avait hérité un domaine de sa mère et 25 000 livres de son père.

## Œuvres
Traducteur de Thomas Paine : Le Sens Commun, Théorie et Pratique des Droits de l'Homme, Le Siècle de la Raison etc on a de lui de nombreuses publications, dont certaines ont été imprimées par ordre de la Convention : 
- Bases fondamentales de l'instruction publique et de toute constitution libre..., Paris, 1793, in-8deg., 190 p., Bibl. Nat. microfiche m. 5769.-
- Des élections et du mode d'élire par listes épuratoires, Paris, 1792, in-8deg., 80 p., Bibl. Nat. 8deg.Lb41 144.-
- Convention nationale L'éducation, cause éloignée et souvent même cause prochaine de toutes les maladies, proposition soutenue, le 13 septembre 1784, dans les écoles de médecine de Reims, Paris, 1793, in-8deg., 93 p., Bibl. Nat. 8deg.Le38 475.-
- Division organique des citoyens en dizaines, centaines et mille, avec les moyens de faire les meilleures élections possibles, Paris, an III, in-8deg., 56 p., Bibl. Nat. 8deg.Le381620 bis.-
- Droit de cité, exercice de la souveraineté du peuple français et garantie de la liberté publique contre les abus de l'égalité en droit, Paris, an IIIn in-8deg., 20 p., Bibl. Nat. 8deg.Le381620.-
- Inconvénients du droit d'aînesse, ouvrage dans lequel on démontre que toute distinction entre les enfants d'une même famille entraine une foule de maux... et décision de MM. les docteurs de la maison et société royale de Navarre sur la primogéniture, Paris, s.d., in-8deg., XIV-224 p., Bibl. Nat. R.40734.-
- De la liberté indéfinie de la presse, et de l'importance de ne soumettre la communication de ses pensées qu'à l'opinion publique..., Paris, 1791, in-8deg., 37 p., Bibl. Nat. 8deg.Lb39 9992.-
- Mesures de salut public, contre les obstacles intérieurs à l'établissement de la République, Paris, an III, in-8deg., Bibl. Nat. 8deg.Lb41 4081 (ndeg.s 1 et 4).-
- M. Lamiral réfuté par lui-même, ou Réponse aux opinions de cet auteur sur l'abolition de la traite des Noirs, par un ami des blancs et des noirs, Paris, 1790, in-8deg., 80 p., Bibl. Nat. 8deg.Lk9 102.-
- Des sociétés populaires considérées comme une branche essentielle de l'instruction publique, Paris, 1792, in-8deg., 18 p., Bibl. Nat., microfiche m.5779.-
- Convention nationale. Motif des opinions de F. Lanthenas sur le jugement de Louis XVI, (16 janvier 1793), Paris, s.d., in-8deg., 7 p., Bibl. Nat. 8deg.Le38 150.-
- Convention nationale. Motifs de faire du 10 août un jubilé fraternel, en consacrant une déclaration des devoirs de l'homme (août 1793), Paris, 1793, in-8deg.,77 p., Bibl. Nat. 8deg.Le38404.-
- Convention nationale. Gouvernement révolutionnaire. Projet présenté (le 16 thermidor an II), Paris, s.d., in-8deg., 12 p., Bibl. Nat. 8deg.Le38 879.-
- Convention nationale. Projet pour retirer une grande masse d'assignats, Paris, 14 pluviose an III, in-8deg., 43 p., Bibl. Nat. 8deg.Le38 1197.-
- Convention nationale. Moyens de consolider la révolution du 9 thermidor... proposés dans la séance du 12 germinal an III, in-8deg., 7 p., Bibl. Nat. 8deg.Le38 1324.-
- Nombreux autres ouvrages : voir le détail dans le Catalogue général des Livres imprimés de la Bibliothèque nationale.